# Nils Larsson (översättare)
Nils Larsson, är en svensk översättare,  född 19 november 1945 i Tillberga, Hubbo församling. 
Larsson var först verksam som bokhandelsmedhjälpare och förlagsredaktör. År 1979 inledde han översättarkarriären under förlagstiden, och blev översättare på heltid 1981.
Larsson har översatt över 120 böcker från engelska, mest deckare och thrillers, men även några historiska romaner och sakprosa. Bland författare han översatt märks Jack Higgins, 8 titlar, Wilbur Smith, Kathy Reichs, Jonathan Kellerman, 15 titlar, Jeffery Deaver, 7 titlar, och James Patterson.
Hans översättning av Dror Mishanis bok "Utsuddade spår" fick 2013 Svenska Deckarakademins pris för Bästa översatta kriminalroman. Iain  Pears "John Stones fall" var nominerad till Deckarakademins pris 2010.

## Översättningar (urval)
- Ruth Rendell: Stenarna skola ropa (Judgement in stone) Askild & Kärnekull 1982.
- Larry Collins: Kall Passion (A fall from Grace) Prisma 1985.
- Clive Cussler: Djupgraven (Deep Six) Norstedts 1986.
- Jeffrey Archer: Kungarnas krig (The fourth estate) Bonniers 1998.
- Rennie Airth: Mörkrets flod (River of darkness) Minotaur 2000.
- Tom Clancy: Björnen och draken (The bear and the dragon) Bra Böcker 2001.
- Jeffery Deaver: Stenapan (The stone monkey) Norstedts 2003.
- Harry Bernstein: Den osynliga väggen (The invisible wall) Brombergs 2006.
- Iain Pears: John Stones fall (Stone's fall) Brombergs 2010
- Amy Chua: Tigermammans stridsrop (Battlehymn of the tiger mother) Brombergs 2011.
- Patricia Cornwell: Mord i Central Park (The Scarpetta Factor) Norstedts 2012.
- Ian Rankin: Katt och råtta (Hide and seek) Modernista 2015.
- Belinda Bauer: När repet brister (Snap) Modernista 2019